# Titelmuziek
De titelmuziek, herkenningsmelodie, introtune, kenwijsje of titelsong is een lied of instrumentaal muzieknummer dat wordt gebruikt als vaste, herkenbare introductie voor een film, televisieprogramma of radioprogramma. Dit kan een nummer zijn dat speciaal voor dit doel is gecomponeerd of een al bestaand nummer.

## Doel
Het doel van een kenwijsje is in eerste instantie herkenning. De titelmuziek wordt bijvoorbeeld gebruikt om aan te kondigen dat een bepaald programma gaat beginnen of na reclame herbegint, of bij een fragment in een teaser of boulevardprogramma.
Bij titelsongs (met tekst) is een ander doel vaak het geven van informatie. In sommige titelsongs, zoals die van The Brady Bunch, Gilligan's Island, The Beverly Hillbillies en Mystery Science Theater 3000, wordt gezongen waar de show over gaat, waardoor nieuwe kijkers alvast wat informatie krijgen.
Bij shows die een instrumentaal nummer als titelmuziek gebruiken, is het vaak de bedoeling een bepaalde sfeer op te roepen die bij deze show hoort. Een bekend voorbeeld hiervan is de titelsong van Batman: The Animated Series, dat was afgeleid van de filmmuziek van de film Batman uit 1989. Soms wordt voor klassieke muziek gekozen.

## Populariteit
Sommige titelsongs zijn, al dan niet door de bekendheid van de show of film waar ze bij horen, zo populair geworden dat ze ook als single zijn uitgebracht. Een voorbeeld is het nummer I'll Be There for You, de titelsong van de serie Friends.
Andere titelsongs, zoals de muziek voor The Young and the Restless, Days of our Lives en Coronation Street, zijn bekend geworden doordat deze shows jarenlang werden uitgezonden. Deze show hebben gedurende hun hele run vrijwel dezelfde titelsong gehanteerd, waardoor die bij veel mensen bekend is geworden.

## Cd
Het nummer van een cd (elpee) dat dezelfde titel heeft als de cd zelf wordt ook wel titelsong genoemd, bijvoorbeeld Please Please Me van de eerste elpee van The Beatles of Dangerous van Michael Jackson.